# Вісник Кременчука
«Вісник Кременчука» — колишня кременчуцька україномовна газета. Тижневик, виходив щочетверга. Наклад: 5000 примірників.

## Редакція
- Головний редактор: Євгенія Гамза
- Відповідальний секретар: Наталія Мигунова
- Репортери: Олена Ліпошко, Ольга Дерев'янко, Наталія Істоміна, Олег Мірошніченко
- Коректор: Тетяна Третьякова
- Фотокореспондент: Дмитро Бабець

## Історія
Перший номер вийшов 27 жовтня 1990 року.
з 1997 рік по 2005 рік головним редактором газети Кременчуцької міської ради «Вісник Кременчука» працював Федір Чужа, який до цього з 1994 року по 1997 рік обіймав посаду — відповідального секретаря цього періодичного видання. Під керівництвом Федора Чужі газета «Вісник Кременчука» у 2004—2005 роках стає переможцем двох Всеукраїнських конкурсів серед ЗМІ за краще висвітлення проблем місцевого самоврядування в Україні.
До кінця 2010 року головним редактором газети була Юлія Билина. 2 грудня 2010 року на посаду головного редактора призначили Миколу Фельдмана. З 1 жовтня 2014 року головним редактором видання стала Євгенія Гамза

## Закриття
Після роздержавлення у 2018 році фінансування газети з місцевого бюджету, яке передбачалося за публікацію офіційних документів органів міської влади, було припинено. Це призвело спочатку до скорочення обсягу друку видання до 4-х сторінок, а надалі взагалі до відмови редакції від виходу друкованої версії.. Останній друкований наклад вийшов 15.08.2019.
Після цього певний час інформація публікувалася на сайті видання, але дієву бізнес модель, яка  могла б забезпечувати беззбиткову діяльність, знайти так і не вдалося, тому роботу видання було остаточно припинено. Регулярні дописи на сайті перестали вноситися у квітні 2020 року, останній датовано 3 липня 2020.. У кінці 2020 року було закрито і сам сайт.
Колишнє приміщення редакції було передано музею авіації і космонавтики .